# Kirchberg ob der Donau
Kirchberg ob der Donau är en ort och kommun i Österrike. Den ligger i distriktet Rohrbach i förbundslandet Oberösterreich, 180 kilometer väster om huvudstaden Wien. 
Kommunen består av 18 orter (Ortschaften) (inom parentes invånarantal 1 januari 2024):

- Dorf (34)
- Ebersdorf (48)
- Exlau (11)
- Grub (38)
- Gumpesberg (28)
- Haiden (33)
- Kirchberg ob der Donau (387)
- Mayrhof (67)
- Obermühl an der Donau (89)
- Partenstein (6)
- Point (29)
- Seibersdorf (114)
- Stieberberg (46)
- Windhag (14)
- Winzberg (36)
- Witzersdorf (34)
- Wolkersdorf (21)
- Wölfling (35)